# Daniel Roebuck
Daniel Randall James Roebuck (Bethlehem (Pennsylvania), 4 maart 1963) is een Amerikaans acteur, filmproducent, filmregisseur en scenarioschrijver.

## Biografie
Roebuck heeft zijn high school doorlopen aan de Bethlehem Catholic High School in zijn geboorteplaats Bethlehem (Pennsylvania). Hij was van 1983 tot en met 1987 getrouwd, vanaf 1994 is hij opnieuw getrouwd en heeft hieruit twee kinderen.

## Filmografie

### Films
Selectie:
- 2024 Terrifier 3 - als Santa / Charlie
- 2022 The Munsters - als de graaf / Ezra Mosher
- 2019 3 from Hell - als Morris Green
- 2016 Phantasm: Ravager - als Demeter
- 2014 At the Devil's Door - als Chuck
- 2009 Halloween II – als Big Lou
- 2008 Finding Amanda – als Link
- 2007 Halloween – als Lou Martini
- 2007 Shredderman Rules – als Bob Bixby
- 2005 Supercross – als mr. Lang
- 2005 The Devil's Rejects – als Morris Green
- 2003 Agent Cody Banks – als mr. Banks
- 2002 Bubba Ho-Tep – als chauffeur lijkauto
- 2002 We Were Soldiers – als Medevac CO
- 2000 Final Destination – als agent Weine
- 1998 U.S. Marshals – als hulpsheriff Bobby Biggs
- 1997 Stir – als Joseph Bekins
- 1997 Money Talks – als Detective Williams
- 1996 Driven – als Dale Schneider
- 1993 The Fugitive – als Biggs

### Televisieseries
Uitgezonderd eenmalige gastrollen.
- 2024 NCIS: Origins - als Artie - 2 afl.
- 2018 - 2024 9-1-1 - als Norman Peterson - 5 afl.
- 2015 - 2016 The Man in the High Castle - als Arnold Walker - 10 afl.
- 2013 Mob City - als Nick Bledsoe - 6 afl.
- 2012 The Walking Dead - als B.J. - 4 afl.
- 2012 Weeds – als rechercheur Jensen – 2 afl.
- 2010 – 2012 Glee – als Paul Karofsky – 3 afl.
- 2009 – 2010 Sonny with a Chance – als mr. Condor – 4 afl.
- 2005 – 2010 Lost – als Leslie Arzt – 7 afl.
- 2009 Woke Up Dead – als Shadow Man – 14 afl.
- 2007 Lost: Missing Pieces – als Leslie Arzt – 2 afl.
- 2003 – 2004 A Minute with Stan Hooper – als Pete Peterson – 13 afl.
- 2002 Judging Amy – als Alvin Twycoff – 2 afl.
- 2000 – 2001 The Invisible Man – als agent Norman Miller – 2 afl.
- 1996 – 2000 Nash Bridges – als Richard Bettina – 14 afl.
- 1992 – 1995 Matlock – als Cliff Lewis – 49 afl.
- 1991 Star Trek: The Next Generation – als Jaron – 2 afl.
- 1990 Capital News – als Haskell Epstein – 13 afl.

### Computerspellen
- 2023 Star Wars Jedi: Survivor - als Greez Dritus
- 2019 Star Wars Jedi: Fallen Order - als Greez Dritus

### Filmproducent
- 2024 Saint Nick of Bethlehem - film
- 2023 Lucky Louie - film
- 2022 Uncommon Negotiator - korte film
- 2022 Give Till It Hurts - film
- 2020 My Brothers' Crossing - film
- 2019 In This Moment - korte film
- 2017 Getting Grace - film
- 2017 Unit 324 - korte film
- 2016 A Timeless Love - film
- 2015 Daniel, My Brother - korte film
- 2013 Dr. Shocker's Vault of Horror - documentaire
- 2013 CaveGirl, a Second Journey Back in Time - documentaire
- 2012 Doctor Shocker's Monster Campaign Ads 2012 - korte film
- 2007 Christmas Is Here Again - film
- 2006 Goolians: A Docu-Comedy - documentaire
- 2004-2005 Monsterama - televisieserie - 17 afl.
- 2004 Monsterama: A Tribute to Horror Hosts - documentaire
- 1997 Halloween... The Happy Haunting of America! - documentaire

### Filmregisseur
- 2024 Saint Nick of Bethlehem - film
- 2023 Lucky Louie - film
- 2017 Getting Grace - film
- 2015 Daniel, My Brother - korte film
- 2013 Dr. Shocker's Vault of Horror - documentaire
- 2013 CaveGirl, a Second Journey Back in Time - documentaire
- 2012 Doctor Shocker's Monster Campaign Ads 2012 - korte film
- 2006 Goolians: A Docu-Comedy - documentaire
- 2004-2005 Monsterama - televisieserie - 14 afl.
- 1997 Halloween... The Happy Haunting of America! - documentaire

### Scenarioschrijver
- 2024 Saint Nick of Bethlehem - film
- 2023 Lucky Louie - film
- 2017 Getting Grace - film
- 2015 Daniel, My Brother - korte film
- 2013 Dr. Shocker's Vault of Horror - documentaire
- 2012 Doctor Shocker's Monster Campaign Ads 2012 - korte film
- 2006 Goolians: A Docu-Comedy - documentaire
- 2004 Monsterama: A Tribute to Horror Hosts - documentaire
- 2004 Monsterama - televisieserie - 7 afl.
- 1997 Halloween... The Happy Haunting of America! - documentaire